# Épuration par le régime de Vichy
L’épuration par le régime de Vichy a frappé, de 1940 à 1944 :
- les opposants au régime – gaullistes, communistes et résistants – qui encouraient l’internement et l’exécution ;
- les francs-maçons, chassés des emplois publics et dont les noms étaient publiés dans la presse ;
- les juifs, chassés des emplois publics, des établissements d’enseignement, interdits de la plupart des métiers, et dont les entreprises étaient « aryanisées ». De nombreux Juifs étrangers furent internés par la gendarmerie ou la police françaises dans les camps de Drancy, de Gurs, de Pithiviers, etc., avant d'être livrés par elles aux autorités allemandes.

Cette épuration officielle, dont certains aspects furent qualifiés d'« aryanisation », se manifesta notamment dans la mise en œuvre des lois sur le statut des juifs par l'officiel Commissariat général aux questions juives.
Camille Mauclair note en 1944 dans La Crise de l’art moderne :

« Les galeries juives sont closes, mises sous séquestre ou confiées à des liquidateurs aryens… Les critiques juifs ont été exclus des journaux… Les peintres et sculpteurs juifs sont exclus des salons et des galeries… Tout cela est excellent. Cependant l’épuration est loin d’être achevée. Le poison juif ne s’éliminera que lentement. »

C’est ainsi que Simone de Beauvoir, enseignante au lycée Camille-Sée, dut signer, comme la plupart de ses collègues, un document où elle affirmait ne pas être affiliée à la franc-maçonnerie, ni avoir d’ascendants juifs. (Elle fut révoquée en 1939 de son poste au lycée Molière (XVIe arrondissement) pour une liaison homosexuelle avec une de ses élèves, Bianca Bienenfeld).
Sacha Guitry, Charles Trenet et Gaby Morlay furent parmi ceux qui durent se défendre d’être juifs, en réponse aux campagnes de dénonciation déclenchées par la presse antisémite. Jean-Paul Sartre, de son côté, bénéficia du poste laissé vacant par un collègue juif évincé.
Les journaux favorables à la collaboration, L'Action française de Maurras par exemple, réclamaient sans cesse une aggravation de l’épuration, notamment dans le monde du théâtre, du cinéma et de la presse, et contre la résistance.
L’épuration officielle fut stimulée dans les faits non seulement par les autorités vichystes, leur police et leur gendarmerie, mais surtout par les partisans les plus acharnés de la collaboration groupés dans la Légion française des combattants, le Service d’ordre légionnaire (SOL), puis la Milice qui a commis de multiples assassinats et luttait, sous les ordres de l’Allemagne, contre les maquis.
Une autre vague d’épuration aura lieu à la Libération, visant les personnes engagées dans la collaboration avec les nazis.